# 牛頭龍屬
牛頭龍屬（屬名：Tatankacephalus）是種原结节龙科恐龍，生存於白堊紀早期的北美洲。化石發現於蒙大拿州惠特蘭郡，當地屬於Cloverly組，年代為阿普第階到阿爾比階。
模式種是克氏牛頭龍（T. cooneyorum），是在2009年由克里斯登·帕森斯（Kristen Parsons）與William L. Parsons敘述、命名。屬名意為「水牛頭」，tatanka在拉科塔語意為「水牛」，kephale在希臘語意為「頭」，意指顱骨的形狀；種名則是以John Patrick Cooney家庭為名。
正模標本（編號MOR 1073）是一個部分顱骨，缺少口鼻部前端、下頜，完整的顱骨長度約為32公分。除了顱骨以外，還發現一些肋骨、皮內成骨、牙齒。這個標本屬於一個成年個體。
由於這些化石沒有變形的跡象，因此與相同地區發現的蜥結龍相比，兩者可以輕易的辨別出來。牛頭龍的頭部呈圓形，具有大型眼窩，顱骨頂端有一個橫向的大型稜脊。根據已發現的唯一牙齒，牙齒缺少舌面隆突。目前已發現兩個皮內成骨，其中一個完整無損害，長13.7公分，寬11.5公分，內部中空，呈圓錐狀。
根據親緣分支分類法研究，牛頭龍是加斯頓龍的近親。牛頭龍的原始特徵包含：前上頜骨仍有牙齒、顱骨仍具有側顳孔（Lateral temporal fenestrae）。